# Dux et praeses provinciae Mauritaniae et Caesariensis

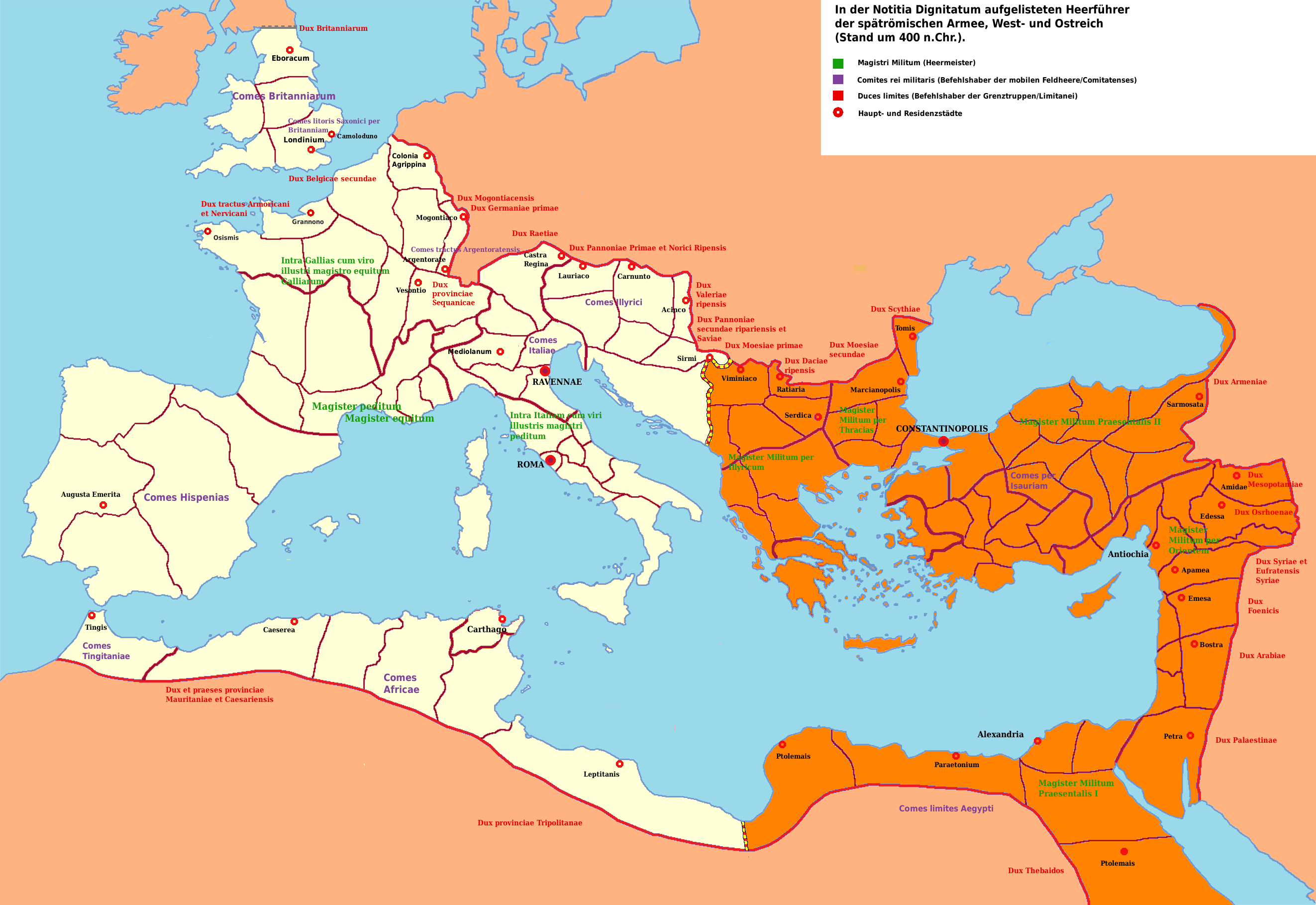
Heerführer der Comitatenses und Limitanei im 5. Jahrhundert n. Chr.

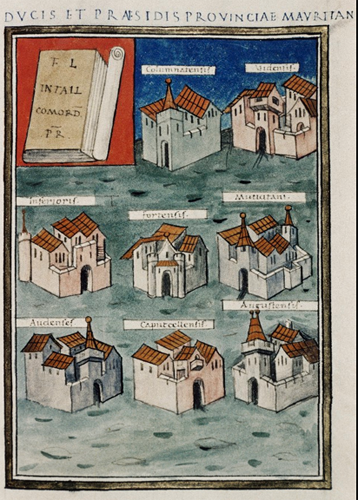
Notitia Dignitatum, Limesabschnitte/Kastelle unter dem Befehl des Dux: Columnatensis, Vidensis, Inferioris, Fortensis, Muticitani, Audiensis, Caput cellensis, Augustensis

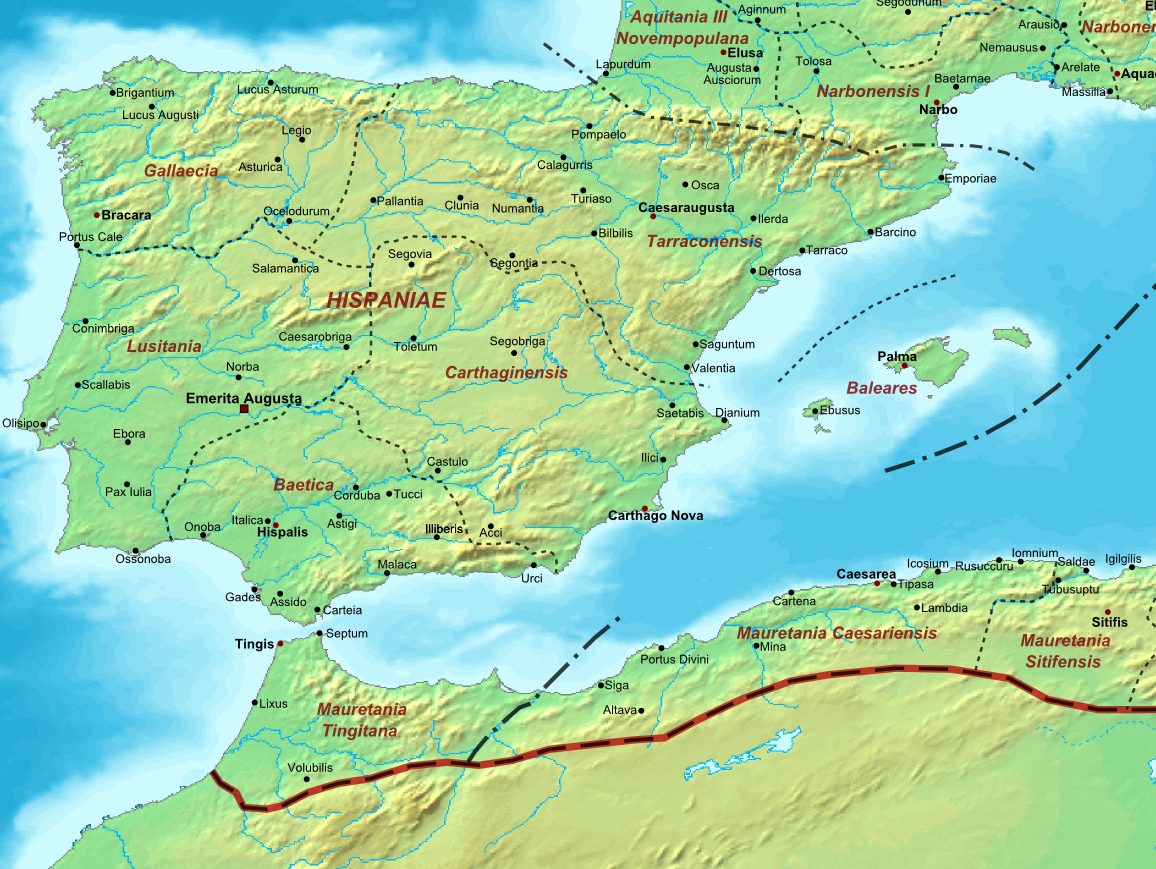
Die hispanischen und mauretanischen Provinzen im 5. Jahrhundert

Der Dux et praeses provinciae Mauritaniae et Caesariensis (Heerführer und Statthalter der Provinz Mauretanien und Caesariensis, später comes et praeses p[rovinciae] M[auretaniae] C[aesariensis]) war ein hoher Offizier der weströmischen Armee und spätestens ab dem 4. Jahrhundert einer der Kommandeure der Grenztruppen in Nordafrika.
Sein Zuständigkeitsbereich (ducat) erstreckte sich auf den Limes der Provinz Mauretania Caesariensis, das entspricht dem Territorium des heutigen nordalgerischen Küstenlandes.
Seine unmittelbaren Vorgesetzten waren der Comes Africae und der Magister peditum. In der Rangordnung des spätrömischen Reichsadels nahm ein Praeses die Stellung eines vir perfectissimus, ein Dux limitis die eines vir spectabilis ein.

## Entwicklung
Im Unterschied zu den meisten anderen spätrömischen Provinzen lag die höchste militärische und zivile Amtsgewalt dort immer noch bei einem Amtsinhaber. In der Regierungszeit des Gallienus hatte zuerst Cornelius Octavianus, der Dux per Africam Numidiam Mauretaniamque das Kommando über die im westlichen Nordafrika stationierten Truppen inne. Dieser – in einer Inschrift aus Bisica erwähnte – Heerführer war zuvor vielleicht Praeses der Mauretania Caesariensis gewesen und wurde um 258, offenbar aufgrund einer außergewöhnlichen Krisensituation, mit diesem Sonderkommando betraut, das auch den Oberbefehl über das Truppenaufgebot von mehreren Provinzen beinhaltete. Nach Ansicht einiger Forscher beschränkte sich sein Amt aber offenbar nur auf die Grenzverteidigung, da die Provinzen Numidia und Africa proconsularis weiterhin von zivilen Statthaltern verwaltet wurden. Sein Untergebener war der Praeses der Mauretania, der aber schon bald als Dux et praeses Mauretaniae Caesariensis wieder ein eigenes Kommando erhielt. Grund für die Personalunion war laut Otto Seeck, dass die Provinz:
«...weiter vom Sitze des Centralkommandos abgelegen und zugleich noch mehr den Einfällen der Barbaren ausgesetzt war.»
Unter Diokletian (284–305) wurde von der Mauretania Caesariensis eine neue Provinz, die Mauretania Sitifensis abgespalten, das Territorium der Provinz Mauretania Tingitana blieb hingegen unverändert. Der Zusatz provinciae kommt ansonsten nur bei den Heerführern der weströmischen Provinzen Tripolitania und Sequania vor. Am Ende des 4. oder Anfang des 5. Jahrhunderts scheint der Dux in den Rang eines Comes rei militaris aufgestiegen zu sein. Zwischen 429 und 439 dürfte sich, mit Übernahme der Herrschaft durch die Vandalen, dieser Limesabschnitt endgültig aufgelöst haben.

## Namentlich bekannte Amtsinhaber
- Cornelius Octavianus (Dux per Africam Numidiam Mauretaniamque, um 258)
- Aurelius Litua (Praeses, 4. Jahrhundert)
- Firmus (Dux Mauretaniae unter Valentinian I.)
- Fl[avius] Hyginus (Comes et praeses, Ende 4. oder Anfang des 5. Jahrhunderts)[4]

## Verwaltungsstab
Das Officium (Verwaltungsstab) des Dux umfasste folgende Ämter:
- Principem ex officis magistrorum militum praesentalium alternis annis (Kanzleileiter aus dem Stab des Heermeisters, er wurde alle zwei Jahre vom Heermeister neu bestellt)
- Numerarios duos singulos ex officiis suprascriptis (zwei Zahlmeister)
- Commentariensem ex officiis suprascriptis (Buchführer und Rechtskundiger, alle zwei Jahre neu bestellt)
- Cornicularium (Sekretär und Proviantmeister)
- Adiutorem (Assistent)
- Subadiuuam (Hilfskraft)
- Regrendarium (Verwalter oder Archivar)
- Exceptores (Schreiber)
- Singulares et reliquos officiales (Leibwächter/Ordonnanzen)[6]

In seinem Stab findet sich bemerkenswerterweise auch ein Cornicularius. Dieser war für gewöhnlich auch für die Verproviantierung der Einheiten verantwortlich. Solche Amtsträger werden in der Notitia nur noch bei fünf anderen Comes und Duces erwähnt. In der Spätantike fiel diese Aufgabe für gewöhnlich in die Verantwortung der Zivilverwaltung.

## Truppen
Die Truppenliste des Dux wurde nur in der Notitia Dignitatum überliefert. Auffällig ist, dass nur die acht Limesabschnitte der Provinz und der Rang der befehlshabenden Offiziere (Praepositus limites) angegeben sind. Praepositus (lat. für Aufseher, Vorsteher, Vorgesetzter) war in der Spätantike der übliche Titel für Kommandanten einzelner Abschnitte des afrikanischen Limes. Jeder dieser Grenzabschnitte dürfte schätzungsweise von 100 bis 200 Mann (Limitanei) gesichert worden sein. Mobile Truppen (Comitatenses) waren dort offenbar keine stationiert. Die für diesen Küstenabschnitt zuständige Provinzflotte (Classis Mauretanica) bestand seit dem Ende des 2. Jahrhunderts n. Chr. Ihr Hauptstützpunkt lag in der Provinzmetropole Caesarea (Cherchell). Letztere oder in der Provinz stationierte Marinesoldaten (Liburnari) werden in der Notitia jedoch keine mehr erwähnt.

## Distributio Numerorum
Laut der ND Occ. standen dem Dux folgende Einheiten zur Verfügung:
| Offiziere/Einheit/Limesabschnitt/Kastelle | Bemerkung | Abbildung |
| ----------------------------------------- | --- | --------- |
| Praepositus limitis Columnatensis         | Ein Praepositus limits Columnatensis findet sich auch in der Truppenliste des Comes Africae. Er könnte derselbe Offizier wie der o.a. sein, aber vielleicht zu unterschiedlichen Zeiten in beiden Armeen gedient haben.                                                                   |           |
| Praepositus limitis Vidensis              | |           |
| Praepositus limitis inferioris            | |           |
| Praepositus limitis Fortensis             | Vermutlich eine Vexillation der Fortenses die unter dem Kommando des Comes Africae in der Feldarmee eingereiht waren. Eine andere, aus dieser Einheit abkommandierte Abteilung stand unter dem Kommando des Dux provinciae Tripolitanae.                                                  |           |
| Praepositus limitis Muticitani            | |           |
| Praepositus limitis Audiensis             | |           |
| Praepositus limitis Caput cellensis       | Ein Praepositus limits Caputcellensis findet sich auch in der Truppenliste des Comes Africae. Er könnte derselbe Offizier wie der o.a. sein, aber vielleicht zu unterschiedlichen Zeiten in beiden Armeen gedient haben.                                                                  |           |
| Praepositus limitis Augustensis           | Diese Einheit dürfte ursprünglich aus den Tertio Augustani in der Feldarmee des Comes Africae hervorgegangen sein. Bei ihr handelte es sich um den Überrest der Legio III Augusta, einst die Stammlegion von Nordafrika, die ab 30 v. Chr. im Legionslager von Lambaesis stationiert war. |           |